# Ellen Roosval von Hallwyl
Pour les articles homonymes, voir von Hallwyl.
Ellen Fredrika Vilhelmina Roosval von Hallwyl, née le 29 juillet 1867 et morte le 9 avril 1952 à Stockholm, est une comtesse, peintre et sculptrice suédoise.

## Biographie

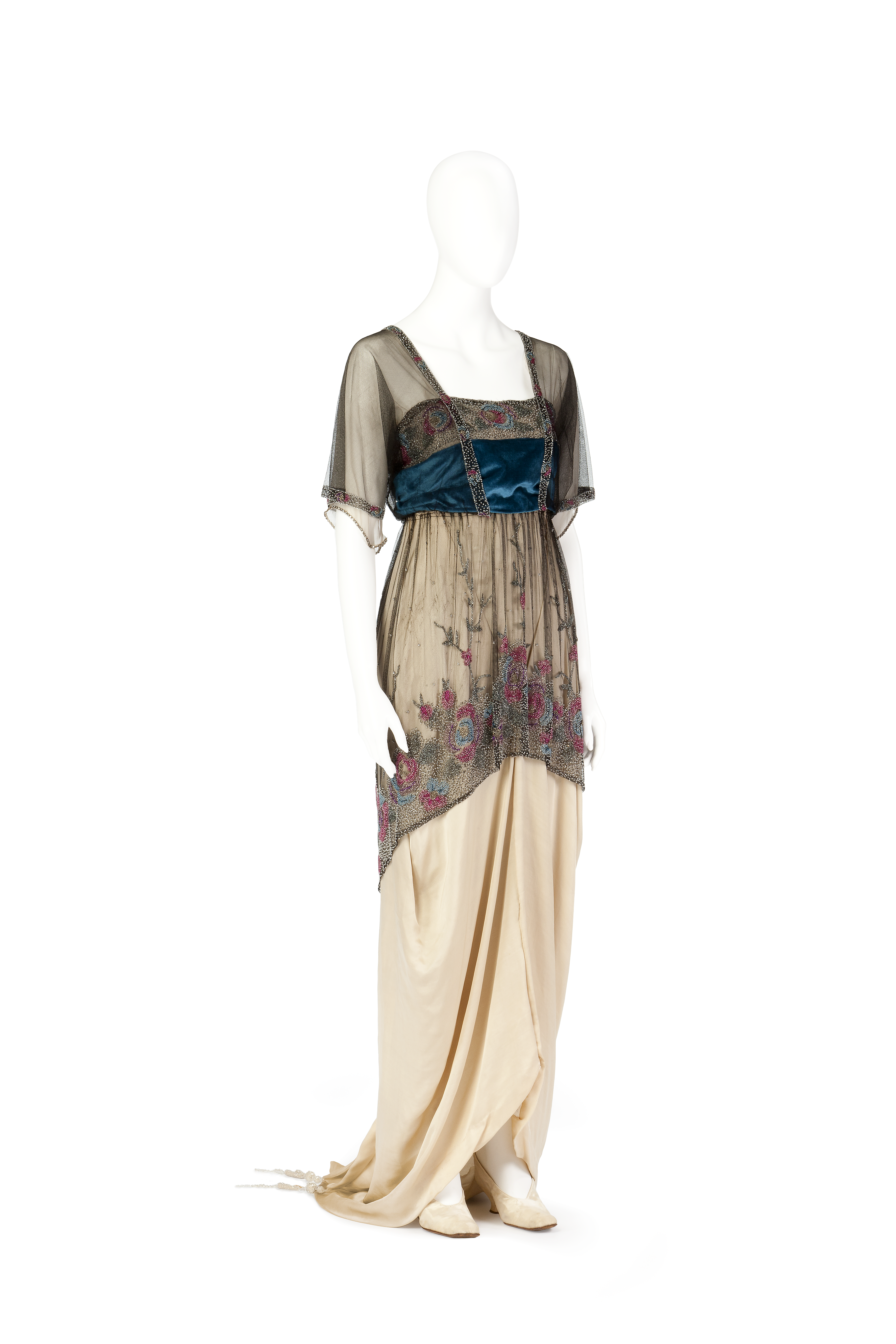
Robe d'Ellen Roosval von Hallwyl portée lors d'un opéra donné à Paris.

Fille d'un militaire d'origine suisse, Walther von Hallwyl (1839-1921), et de Wilhelmina von Hallwyl (née Kempe, 1844-1930), et issue de l'une des plus riches familles de la Suède, elle épouse en 1900 le diplomate Henrik de Maré. De cette union est né Rolf de Maré (1888-1964). 
Éprise du précepteur de son fils, Johnny Roosval, elle divorce, non sans scandale, en 1906, pour être avec lui malgré une forte différence d'âge qui fait jaser. Ensemble, ils habitent la villa Muramaris sur le Gotland.